# The Blues Is Alive and Well
The Blues Is Alive and Well je osmnácté studiové album amerického bluesového zpěváka a kytaristy Buddyho Guye. Vydáno bylo 15. června roku 2018 společnostmi Silvertone Records a RCA Records. Desku produkoval hudebníkův dlouholetý spolupracovník Tom Hambridge. Na albu se podílelo několik hostů, včetně Micka Jaggera, Keitha Richardse a Jamese Baye. Album bylo oceněno cenou Grammy.

## Seznam skladeb
| Pořadí         | Název                                           | Autor                          | Délka |
| -------------- | ----------------------------------------------- | ------------------------------ | ----- |
| 1.             | A Few Good Years                                | Richard Fleming, Tom Hambridge | 4:47  |
| 2.             | Guilty as Charged                               | Fleming, Hambridge             | 3:20  |
| 3.             | Cognac                                          | Buddy Guy, Fleming, Hambridge  | 5:22  |
| 4.             | he Blues Is Alive and Well"                     | Gary Nicholson, Hambridge      | 5:13  |
| 5.             | Bad Day                                         | Mac Davis, Hambridge           | 3:18  |
| 6.             | Blue No More                                    | Jamey Johnson, Hambridge       | 3:39  |
| 7.             | Whiskey for Sale                                | Hambridge                      | 4:02  |
| 8.             | You Did the Crime                               | Fleming, Hambridge             | 6:53  |
| 9.             | Old Fashioned                                   | Guy, Hambridge                 | 3:57  |
| 10.            | When My Day Comes                               | Bill Sweeney, Hambridge        | 4:38  |
| 11.            | Nine Below Zero                                 | Sonny Boy Williamson           | 6:19  |
| 12.            | Ooh Daddy                                       | Fleming, Hambridge             | 3:17  |
| 13.            | Somebody Up There                               | Fleming, Hambridge             | 4:27  |
| 14.            | End of the Line                                 | Fleming, Hambridge             | 3:25  |
| 15.            | Milking Muther for Ya                           | Guy                            | 0:57  |
| 16.            | In This Day and Age (bonus na japonském vydání) | Guy, Hambridge, Fleming        | 4:43  |
| Celková délka: | Celková délka:                                  | Celková délka:                 | 68:54 |

## Obsazení
- Buddy Guy – zpěv, kytara
- Tom Hambridge – bicí, smyčka, perkuse, doprovodné vokály
- Rob McNelley – kytara
- Tommy MacDonald – basa
- Willie Weeks – basa
- Kevin McKendree – mellotron, varhany, klavír, clavinet
- Jim Hoke – barytonsaxofon
- Doug Moffet – tenorsaxofon
- Steve Herrman – trubka
- Muscle Shoals Horns
- Charles Rose – aranžmá pozounu
- The McCrary Sisters (Ann McCrary, Regina McCrary) – doprovodné vokály
- Rachel Hambridge – doprovodné vokály
- Jeff Beck – kytara
- Keith Richards – kytara
- James Bay – kytara, zpěv
- Mick Jagger – harmonika